# SUBARU OFFTIME CRUISE
『SUBARU OFFTIME CRUISE』（スバルオフタイムクルーズ）は、TOKYO FMをキー局とする全国のJFN加盟のラジオ局36局で2000年1月1日から2008年6月28日まで放送されていたラジオ番組。富士重工業（現:SUBARU）の一社提供。
前番組は「グッドSUBARUパッション」（DJ:小平桂子アネット）。

## 番組概要
- 50分番組時代にはオープニングに全国各地の天気予報を紹介したが、TOKYO FMに限り土曜午後のカウントダウン番組などの番組案内と東京地方の天気をアナウンスしたことがあった。
- 2004年頃から、番組の最後に「SUBARUからのインフォメーション」コーナーを設けており、スバル車の情報や世界ラリー選手権 (WRC) の結果などを紹介している。
- また、年に数回、東京ビッグサイトなどから公開生放送を行うこともあった。

## 放送時間
- 放送当初は土曜日10:00 - 10:25。後に10:00 - 10:50の50分番組となったが、2004年10月から10:00 - 10:25の25分番組に戻っている。
FM三重とKiss-FM KOBEでは放送されていなかった。

## 出演者
- 間宮優希（2004年 - 番組終了時）
- 伊藤由希子
- 森川さくら